# Längdskidåkning vid olympiska vinterspelen 1972
Längdskidåkning vid olympiska vinterspelen 1972 i Sapporo, Japan.

## Medaljörer

### Herrar
| Gren                                 | Guld                                                                            | Guld       | Silver                                               | Silver     | Brons                                                       | Brons      |
| 15 kilometer Detaljer...             | Sven-Åke Lundbäck Sverige                                                       | 45:28,24   | Fjodor Simasjov Sovjetunionen                        | 46:00,84   | Ivar Formo Norge                                            | 46:02,68   |
| 30 kilometer Detaljer...             | Vjatjeslav Vedenin Sovjetunionen                                                | 1:36:31,15 | Pål Tyldum Norge                                     | 1:37:25,30 | Johs Harviken Norge                                         | 1:37:32,44 |
| 50 kilometer Detaljer...             | Pål Tyldum Norge                                                                | 2:43:14,75 | Magne Myrmo Norge                                    | 2:43:29,45 | Vjatjeslav Vedenin Sovjetunionen                            | 2:44:00,19 |
| 4 x 10 kilometer stafett Detaljer... | Sovjetunionen Vladimir Voronkov Jurij Skobov Fjodor Simasjov Vjatjeslav Vedenin | 2:04:47,94 | Norge Oddvar Brå Pål Tyldum Ivar Formo Johs Harviken | 2:04:57,06 | Schweiz Alfred Kälin Albert Giger Alois Kälin Eduard Hauser | 2:07:00,06 |

### Damer
| Gren                                | Guld                                                              | Guld     | Silver                                                    | Silver   | Brons                                                | Brons    |
| 5 kilometer Detaljer...             | Galina Kulakova Sovjetunionen                                     | 17:00,50 | Marjatta Kajosmaa Finland                                 | 17:05,50 | Helena Šikolová Tjeckoslovakien                      | 17:07,32 |
| 10 kilometer Detaljer...            | Galina Kulakova Sovjetunionen                                     | 34:17,82 | Alevtina Oljunina Sovjetunionen                           | 34:54,11 | Marjatta Kajosmaa Finland                            | 34:56,45 |
| 3 x 5 kilometer stafett Detaljer... | Sovjetunionen Ljubov Muchatjova Alevtina Oljunina Galina Kulakova | 48:46,15 | Finland Helena Takalo Hilkka Riihivuori Marjatta Kajosmaa | 49:19,37 | Norge Inger Aufles Aslaug Dahl Berit Mørdre Lammedal | 49:51,49 |